# Timo Penttilä
Timo Jussi Penttilä, född 16 mars 1931 i Tammerfors, död 25 februari 2011 i Helsingfors, var en finländsk arkitekt.

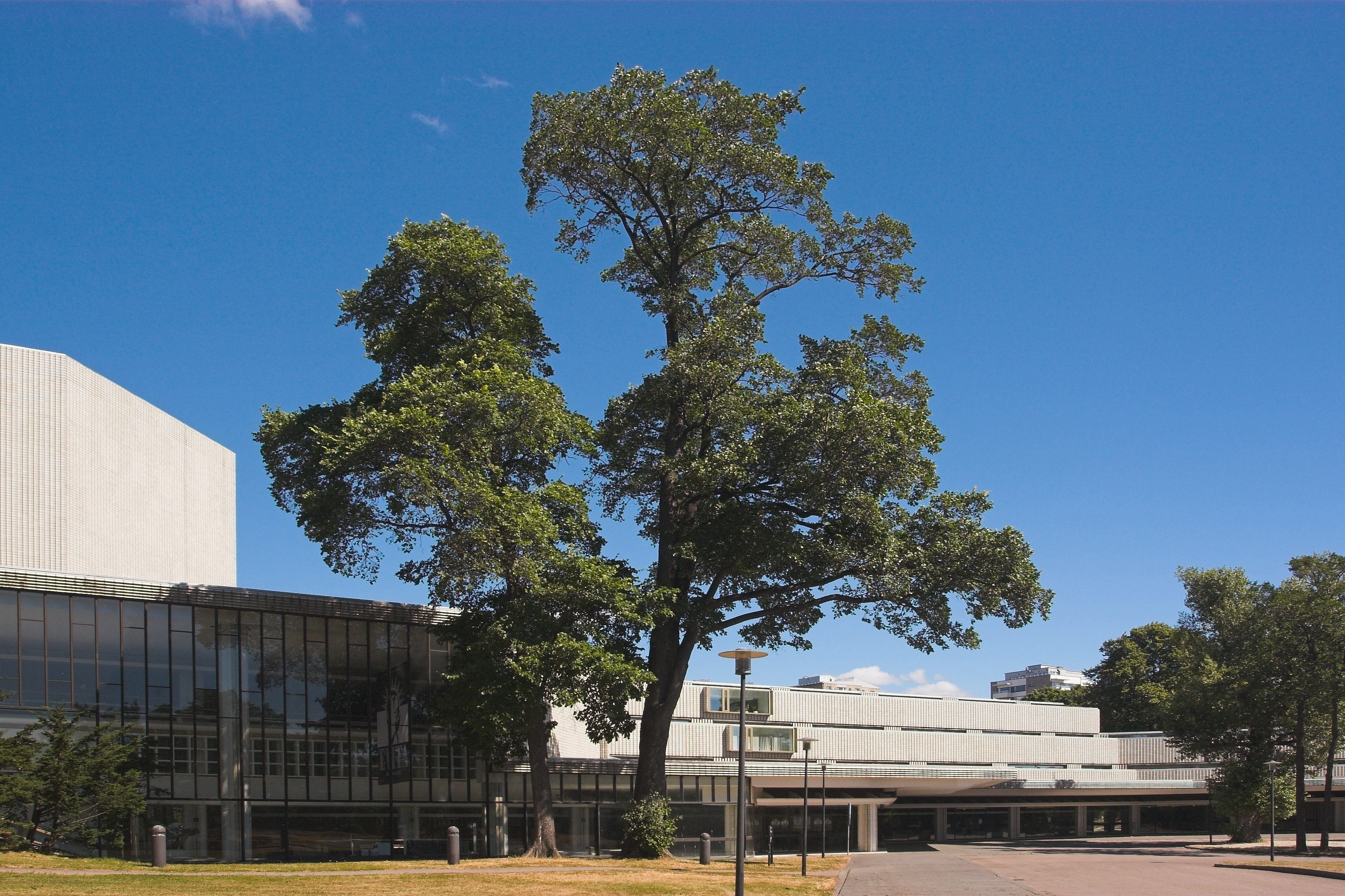
Timo Penttilä, Helsingfors stadsteater, 1961-67.

Penttilä utexaminerades från Tekniska högskolan i Helsingfors 1956. Han praktiserade 1957–1959 hos Aarne Ervi och erhöll efter att ha inlett egen praktik flera större offentliga uppdrag genom segrande förslag i arkitekttävlingar. Som hans definitiva genombrottsverk räknas Helsingfors stadsteater (på basis av tävling tillsammans med Kari Virta 1961, byggd 1967), ett av de främsta exemplen på 1960-talets modernistiska arkitektur i Alvar Aaltos anda.
Bland övriga verk kan nämnas Salokunta kapell i Vammala (1960), Sampola arbetarinstitut (1962) och Ratina stadion (1966), bägge i Tammerfors, Reima Oy:s fabrik i Kankaanpää (1970), Stadsinstitutet i Esbo (1975), Hanaholmens B-kraftverk (1977) och Sundholmens kraftverk i Helsingfors (1985).
Penttilä erhöll statens pris för byggnadskonst 1976 och räknas som en av landets internationellt mest kända arkitekter.